# Minyanthura pacifica
Minyanthura pacifica är en kräftdjursart som beskrevs av Müller 1993. Minyanthura pacifica ingår i släktet Minyanthura och familjen Expanathuridae. Inga underarter finns listade i Catalogue of Life.